# Szapáry-kormány

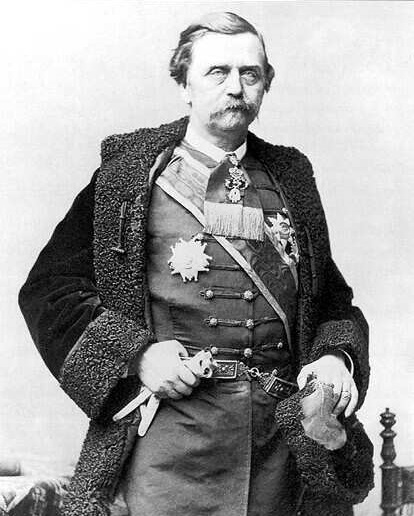
Szapáry Gyula 1890-ben (fényképezte: Koller Károly)

A Szapáry-kormány a kiegyezés utáni hetedik magyar kormány volt, 1890. március 15-étől Szapáry Gyula miniszterelnök 1892. november 19-i lemondásáig. Szapáry később a Szabadelvű Pártból is kilépett, és átmenetileg szakított az aktív politizálással is. Az 1892-es választásokig Wekerle Sándor vezette a kormányt, aki a Szabadelvű Párt által újfent megnyert választások után megalapította első saját kormányát. A kormány egyik nagy politikai sikere volt a (mérsékeltebb) erdélyi szászok megnyerése és ezzel a Szász Néppárt Szabadelvű Pártba olvasztása.
Gazdasági téren egyetlen, ám annál hatalmasabb sikere volt az Osztrák–magyar korona „feltalálása” Wekerle Sándor pénzügyminiszter ötlete nyomán, ami 1892-ben nem csak Magyarország, hanem a teljes Monarchia egységes és egyben első arany alapú fizetőeszköze lett, s mint ilyen konvertibilissé vált a világ többi arany alapú valutájával.

## A kormány tagjai
| Név                                           | hivatal kezdete                   | hivatal vége                      | párt                              | megjegyzés                             |
| Miniszterelnök és belügyminiszter             | Miniszterelnök és belügyminiszter | Miniszterelnök és belügyminiszter | Miniszterelnök és belügyminiszter | Miniszterelnök és belügyminiszter      |
| --------------------------------------------- | --------------------------------- | --------------------------------- | --------------------------------- | -------------------------------------- |
| Szapáry Gyula                                 | 1890. március 13.                 | 1892. november 17.                | Szabadelvű Párt                   |                                        |
| Pénzügyminiszter                              |                                   |                                   |                                   |                                        |
| Wekerle Sándor                                | 1890. március 15.                 | 1892. november 19.                | Szabadelvű Párt                   |                                        |
| Igazságügy-miniszter                          |                                   |                                   |                                   |                                        |
| Szilágyi Dezső                                | 1890. március 15.                 | 1892. november 19.                | Szabadelvű Párt                   |                                        |
| Honvédelmi miniszter                          |                                   |                                   |                                   |                                        |
| Fejérváry Géza                                | 1890. március 15.                 | 1892. november 19.                | pártonkívüli                      |                                        |
| A király személye körüli miniszter            |                                   |                                   |                                   |                                        |
| Orczy Béla                                    | 1890. március 15.                 | 1890. december 24.                | Szabadelvű Párt                   |                                        |
| Szőgyény-Marich László                        | 1890. december 24.                | 1892. október 24.                 | Szabadelvű Párt                   |                                        |
| Fejérváry Géza                                | 1892. október 24.                 | 1892. november 19.                | pártonkívüli                      | honvédelmi miniszterként, ideiglenesen |
| Vallás- és közoktatásügyi miniszter           |                                   |                                   |                                   |                                        |
| Csáky Albin                                   | 1890. március 15.                 | 1892. november 19.                | Szabadelvű Párt                   |                                        |
| Földmívelésügyi miniszter                     |                                   |                                   |                                   |                                        |
| Bethlen András                                | 1890. március 15.                 | 1892. november 19.                | Szabadelvű Párt                   |                                        |
| Kereskedelemügyi miniszter                    |                                   |                                   |                                   |                                        |
| Baross Gábor                                  | 1890. március 15.                 | 1892. május 9.                    | Szabadelvű Párt                   | elhunyt                                |
| Wekerle Sándor                                | 1892. május 10.                   | 1892. július 16.                  | Szabadelvű Párt                   | pénzügyminiszterként, ideiglenesen     |
| Lukács Béla                                   | 1892. július 16.                  | 1892. november 19.                | Szabadelvű Párt                   |                                        |
| Horvát-szlavón-dalmát tárca nélküli miniszter |                                   |                                   |                                   |                                        |
| Josipovich Imre                               | 1890. március 15.                 | 1892. november 19.                | Horvát Unionista Párt             |                                        |